# Catalán del Refugio
Catalán del Refugio är en ort i Mexiko.   Den ligger i kommunen San Diego de la Unión och delstaten Guanajuato, i den centrala delen av landet, 270 km nordväst om huvudstaden Mexico City. Catalán del Refugio ligger 2 015 meter över havet och antalet invånare är 952.
Terrängen runt Catalán del Refugio är en högslätt. Runt Catalán del Refugio är det ganska tätbefolkat, med 52 invånare per kvadratkilometer. Närmaste större samhälle är Los Dolores, 17,7 km öster om Catalán del Refugio. Trakten runt Catalán del Refugio består till största delen av jordbruksmark.